# Смирна
Смирна (греч. Σμύρνη) — древний город, один из старейших древнегреческих городов в Малой Азии. На протяжении своей более чем двухтысячелетней истории Смирна пережила несколько периодов расцвета и упадка, прежде чем в XV веке была окончательно завоёвана и разорена Османами. Развалины Смирны расположены на территории современного турецкого города Измир.

## Доантичная эпоха
До последнего времени считалось, что самые старые поселения на территории Смирны датируются 3000 годом до н. э., однако в 2004 году археологи Измирского университета открыли в местности Ешильова-Хёюк (тур. Yeşilova Höyük) поселения времен неолита и энеолита, датирующиеся эпохой между 6500 и 4000 годами до н. э. В III тысячелетии до н. э. у подножия горы Яманлар возникло поселение, так называемая Старая Смирна. В то время местность была небольшим полуостровом, связанным с материком узким перешейком (современный район Байраклы, к северо-западу от позднейшего города). К 1500 году до н. э. область попала под влияние Хеттского царства. В хеттских документах упоминаются названия нескольких местностей близ Измира. После нашествий примерно в 1200 году до н. э., уничтоживших в частности Трою VII и Хеттское царство, Смирна пришла в упадок.

## Гомеровская Смирна
В конце II тысячелетия до н. э. под натиском дорийцев из Европейской Греции через Эгейское море переправились эолийцы, колонизировавшие побережье в районе Смирны. Несколько позже прибыли ионийцы. На территории Смирны греческая керамика отмечается около 1000 года до н. э., а к 925—900 годам относится самый старый раскопанный археологами дом (ныне район Байраклы). Он хорошо сохранился, имел стены из сырцового кирпича и тростниковую крышу, а также состоял из одной небольшой комнаты (2,45×4 м). Также из сырцового кирпича были построены и городские стены, за пределами которых простирались поля с оливковыми деревьями и виноградниками, а также мастерские гончаров и каменотёсов. Население города составляло примерно 1000 человек. Именно в этом городе, возможно, родился Гомер (из семи городов-претендентов на место его рождения именно Смирна и Хиос считаются самыми реальными).

## Архаическая и классическая Смирна
Вскоре Смирна перешла от эолийцев к ионийцам. Геродот подробно рассказывает, как это произошло. Смирнцы приняли к себе изгнанников из Колофона, потерпевших поражение в междоусобной войне. Однажды, когда все граждане вышли из города справлять праздник Диониса, колофонцы закрыли ворота и таким образом вероломно захватили город. Остальные 11 эолийских городов поспешили на помощь соплеменникам, но ничего не добились и вынуждены были заключить с колофонцами соглашение, по которому эолийцы оставляли Смирну, но взамен получали все своё имущество. Их распределили между собой остальные эолийские города, Смирна же была принята в Ионийский союз городов и впоследствии вплоть до XX века считалась столицей Ионии. Главным святилищем Старой Смирны был храм Афины, построенный в 640—580 годах до н. э. и частично восстановленный в наше время. Это были годы первого расцвета Смирны, хотя и подорванного завоеванием лидийского царя Алиатта (610—600 годы до н. э.). В 545 году до н. э. город был завоёван персидским царем Киром, что привело к упадку Смирны.
О богатстве города в пору золотого века свидетельствует то, что именно в Смирне найден самый древний (вторая половина VII в. до н. э.) образец многокомнатного дома: это двухэтажный дом, имеющий пять комнат с внутренним двором (перистилем). Смирна была отстроена по Гипподамовой системе: она имела прямые мощёные улицы, вытянутые с севера на юг и с запада на восток и пересекающиеся под прямым углом; Смирна — самый ранний пример такой планировки за пределами стран Древнего Востока.

## Эллинистический период
В 334 году до н. э. в Азии высадился Александр Македонский, вскоре занявший Смирну. Город под названием Новая Смирна был перенесён с полуострова, где могло уместиться лишь небольшое количество жителей, к юго-западу, на склоны горы Пагос (др.-греч. Πάγος, ныне Кадифекале). После смерти Александра городом завладел один из диадохов, Лисимах, при котором (около 300 года до н. э.) на Пагосе была выстроена мощная крепость, впоследствии перестраивавшаяся и в полуразрушенном виде дошедшая до наших дней. С этого времени, и особенно под властью Пергамского царства, город пережил новый подъём; среди прочего в Смирне были построены театр и стадион.

## Римский период

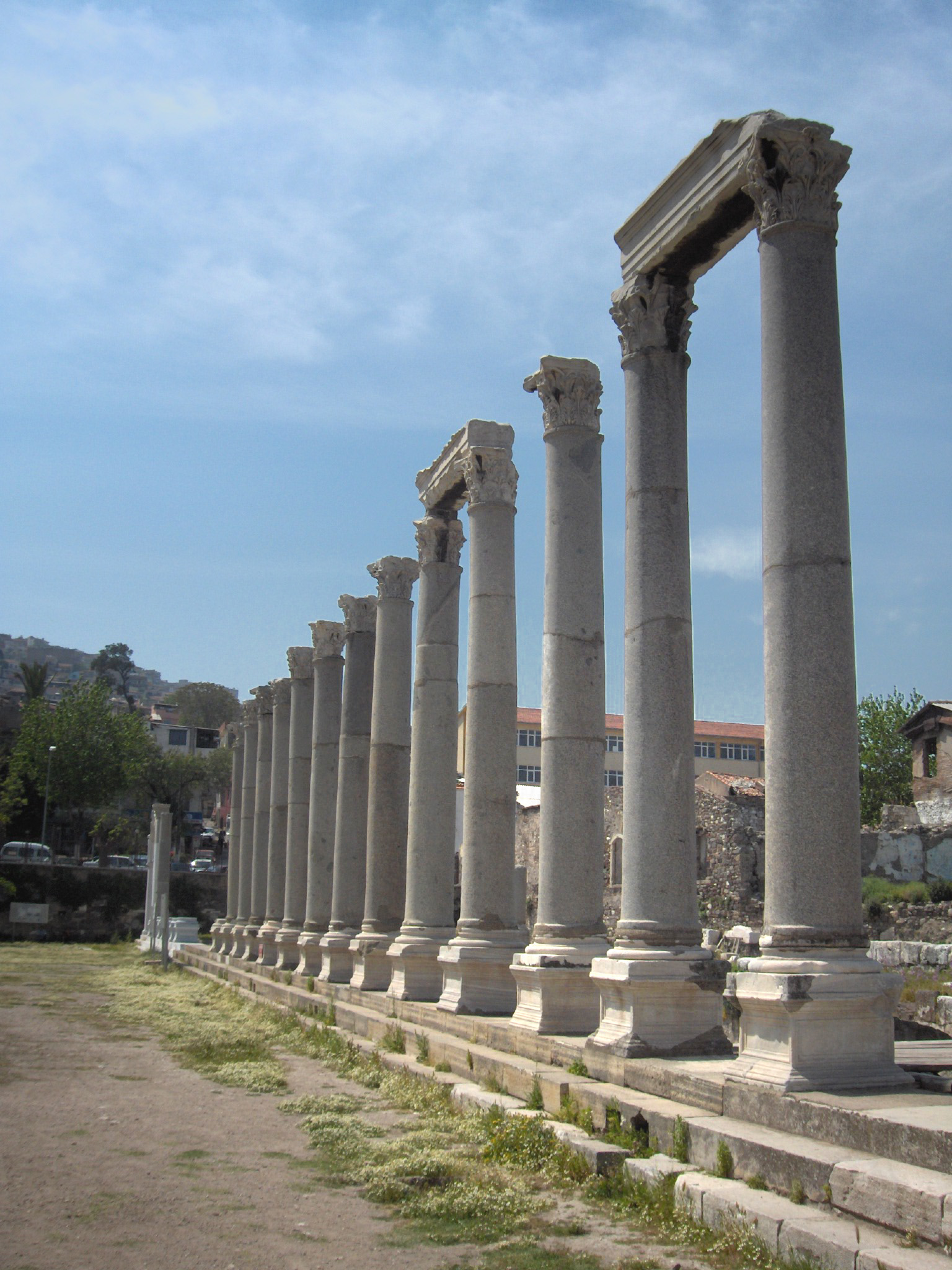
Агора Смирны

В 133 году до н. э. Смирна вместе со всем царством перешла под власть Рима и стала столицей римской провинции Азия. По мнению современных историков римское завоевание для Смирны, как и для остальной Греции, в политическом и культурном контексте того времени имело скорее позитивное, чем негативное, значение — весь античный мир был объединён под знамёнами Римской империи, прекратились разрушительные войны между отдельными полисами и государствами. Смирна пережила второй золотой век. Значительно увеличилось число жителей, расцвела торговля. Были построены новые торговые площади и акведуки, улицы полностью вымощены камнями. В 121 и 125 годах Смирну посетил император Адриан; по его приказу рядом с доками было построено зернохранилище. В 178 году город был разрушен землетрясением, которое считается одной из самых серьёзных катастроф в истории города. Император Марк Аврелий внёс большой вклад в восстановление города. Сохранившаяся до наших дней в развалинах агора (ныне музей под открытым небом) была построена в конце II века именно при Марке Аврелии.
В город рано проникло христианство. Смирнская церковь среди семи церквей Азии упоминается уже в Апокалипсисе. Иоанн Богослов сам жил в Смирне и назначил её первым епископом своего ученика, св. Вукола. После смерти Вукола (между 100 и 110 годами) епископом стал другой ученик апостола Иоанна, св. Поликарп, сожжённый в 166 году. Он считался святым покровителем города, и именно ему посвящена древнейшая из сохранившихся в городе трех церквей[уточнить].

## Византийский период
С падением Древнего Рима Смирна пришла в упадок. В ранневизантийскую эпоху она всё ещё оставалась крупным религиозным и экономическим центром, но уменьшилась в размерах и никогда более не достигала прежнего уровня процветания.
Остатки рабовладельческого строя здесь сочетаются с феодализмом. Начало ослабевания византийского влияния здесь ознаменовалось в конце XI века, когда после битвы при Манцикерте турки-сельджуки прорвались в Малую Азию и, нанося византийцам одно поражение за другим, захватывали многие города. В 1084 году пришёл черёд Смирны. Под предводительством Чака Бея турки овладели городом. Также турками были захвачены Фокея и множество Эгейских островов. Чака Бей использовал Измир как базу для военно-морских набегов на Византию. После его смерти в 1102 году город и соседняя область были возвращены Византийской империи.
Более века длилось византийское правление в городе. Тем не менее в 1204 году, после захвата Константинополя крестоносцами и падения Византии, город был захвачен рыцарями-иоаннитами, владевшими тогда Родосом, а через несколько лет Никейская империя захватила город. Но это стоило для империи очень большой цены: всю торговлю города захватили союзные генуэзцы, также им принадлежал один из замков города. В 1222 году никейские греки предприняли последнюю попытку восстановить город, но бо́льшая его часть так и осталась в руинах вплоть до 1330 года. Зимней столицей Никейской империи был близлежащий Нимфей (ныне — Кемальпаша), расположенный на некотором удалении от моря, а значит и более защищённый от пиратов. В 1317—1329 годах за город и его крепости боролись турки, генуэзцы и крестоносцы. Победу одержали наступавшие с континента турки бейлика Айдын. В 1402 году город захватил Тамерлан.

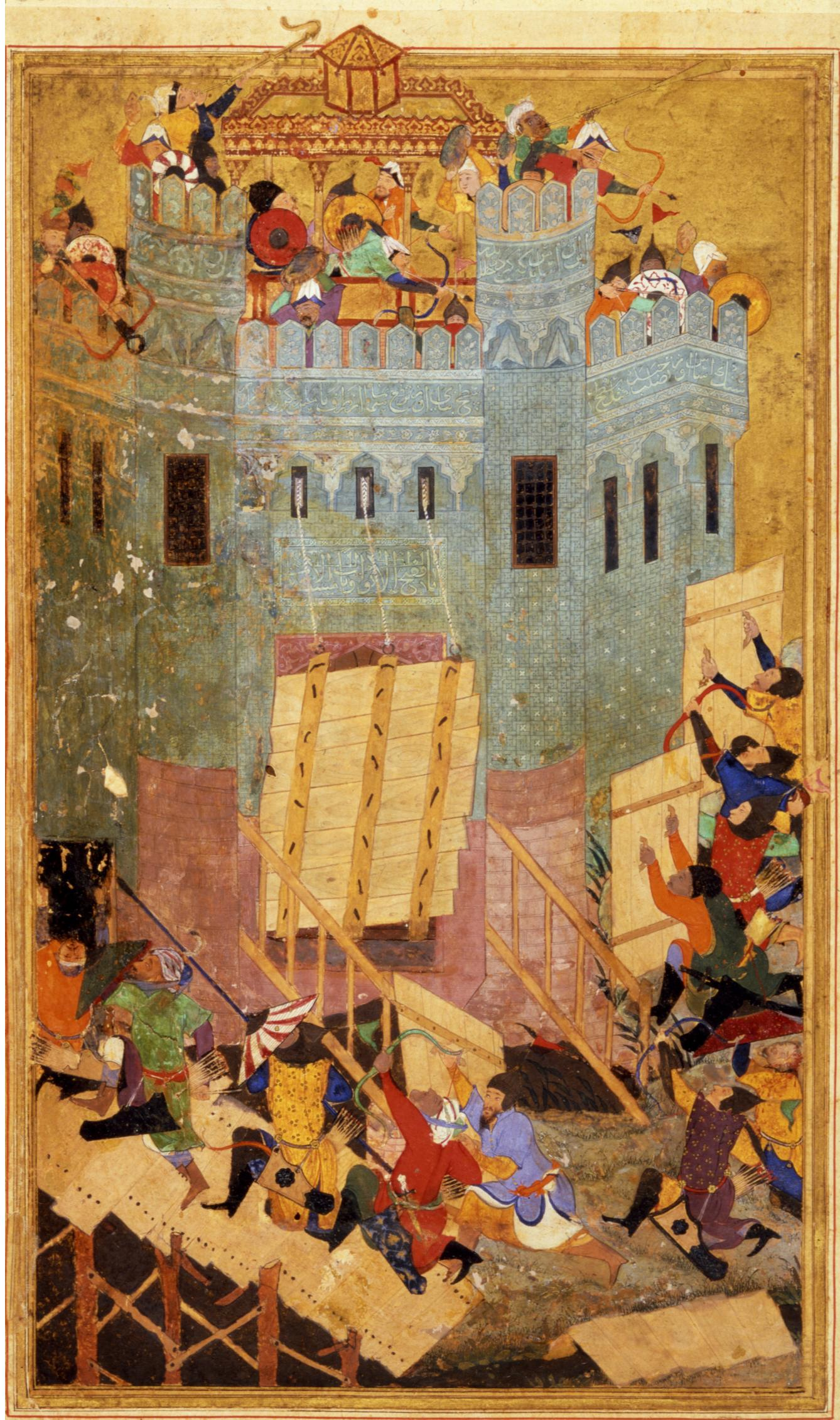
Осада прибрежного замка Смирны войском Тамерлана в 1402 году. Иллюстрация к Зафарнаме Язди, Кемаль-ад-Дин Бехзад, 1467

## Турецкое завоевание
Турецкое завоевание Смирны проходило в несколько этапов: в 1317 году турецкая орда Мехмед-бея заняла верхнюю крепость Кадифекале. К этому времени Византия уже была не в состоянии им сопротивляться, отдав остатки своих прибрежных владений в Ионии (Фокею и Смирну) разным группам латинян. Но наследник Мехмеда Умур-бей вскоре сломил их сопротивление и занял нижнюю Смирну вместе с гаванью в 1329 году. Как и Чака-Бей, Умур использовал город как базу для своего флота, который промышлял преимущественно грабежом и набегами.
В 1344 году Смирну захватили рыцари-иоанниты. В 1402 году крепость штурмом взял тюркско-монгольский завоеватель Тамерлан, положивший конец христианской власти в Анатолии.
Тем не менее, несмотря на турецкое правление, до XX века греки составляли большинство населения: в 1890—1922 годах — около 60 %. При этом доля мусульман среди жителей города составляла около 20 %.

### Смирна в конце XIX — начале XX века

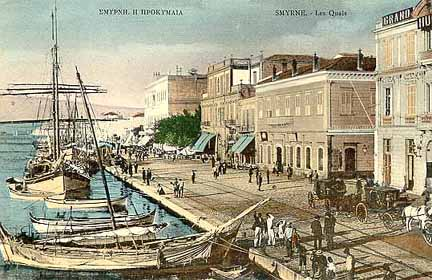
Набережная Смирны в начале XX века

В Османской империи Смирна была столицей особого пашалыка, а с 1864 года — вилайета Айдын. Вплоть до начала XX века христиане продолжали составлять большинство населения города, поэтому мусульмане называли его «Гяур Измир» («Неверная Смирна»). В 1890 году население Смирны составляло 210 000 человек, из них 107 000 греков, 52 000 мусульман (без определения народностей), 23 000 евреев, 12 000 армян, 6500 итальянцев, 2500 французов, 2200 австрийцев, 1500 англичан (преимущественно с Мальты) и так далее. В городе было более 40 мечетей, 13 православных, 4 католических, 3 протестантских и 3 армянских церкви, 6 синагог, несколько христианских монастырей, было множество училищ, основанных христианами, из которых наибольшей популярностью пользовалась «Евангелическая школа» греческого учёного общества, обладавшая библиотекой и музеем древностей. Смирна делилась на две главные части: франкский (верхний) город, отличавшийся чистотой и благоустроенностью, и турецкий (нижний), отличавшийся запущенностью. Между ними располагался еврейский квартал. Лучшей частью Смирны считалась её набережная (Marina), застроенная богатыми домами европейской архитектуры.
Данные об этническом составе Смирны в 1922 году до резни (см. Резня в Смирне) противоречивы. Греки, по разным данным, составляли половину или несколько более половины населения. Второй по численности этнической группой были турки. Кроме того, в городе проживали армянская и еврейская общины и тысячи подданных европейских государств.

## Измир

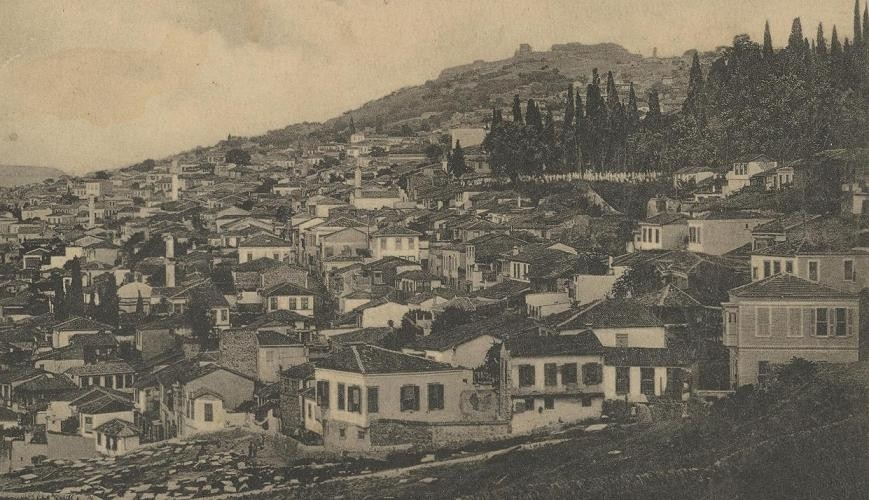
Вид на гору Пагос с крепостью Кедифекале, 1880-е гг.

Во время Второй греко-турецкой войны 15 мая 1919 года Смирна попала под юрисдикцию Греции. Тем не менее неудачное наступление греческой армии вглубь Анатолии лишило Грецию права на сохранение данного приобретения. 9 сентября 1922 года турецкие войска захватили Смирну и подожгли её. Последовала резня сначала армянского, а затем греческого населения (см. Резня в Смирне). После провозглашения Турецкой республики начинается уже история Измира.
Резня, а затем навязанный кемалистами Греко-турецкий обмен населением 1923 года повлекли за собой резкое изменение религиозного состава Измира. Город стал практически полностью мусульманским.

## Упоминания в Библии
Смирна упоминается в Книге «Откровение Иоанна Богослова» как одна из семи Церквей Апокалипсиса. «То, что видишь, напиши в книгу и пошли церквам, находящимся в Асии: в Ефес, и в Смирну, и в Пергам, и в Фиатиру, и в Сардис, и в Филадельфию, и в Лаодикию».
Также название Смирны имеет одно происхождение с названием ароматической смолы Мирры, неоднократно упоминаемой в книге библейской книге Исход (30:23) и др. книгах Библии.
Также название «адрамитский корабль» относится к городу Смирне (Деян. 27:2).

## Упоминания в литературе
Город упомянут в романе Александра Дюма-отца «Граф Монте-Кристо» (во второй части романа), а также в романе «Средний пол» американского писателя греческого происхождения Джеффри Евгенидиса.

## В живописи
Смирна. 1820.
Бумага, акварель, тушь, кисть, перо. 30,3×46,2 см,
работа русского художника М. Н. Воробьёва (1787—1855)